# Partido de Tigre
Partido de Tigre är en kommun i Argentina.   Den ligger i provinsen Buenos Aires, i den centrala delen av landet, 28 km nordväst om huvudstaden Buenos Aires. Antalet invånare är 380 709.
Runt Partido de Tigre är det i huvudsak tätbebyggt. Runt Partido de Tigre är det tätbefolkat, med 570 invånare per kvadratkilometer.